# Michael O'Hare
Michael O'Hare (6 de mayo de 1952 - 28 de septiembre de 2012) fue un actor estadounidense, conocido por interpretar el comandante Jeffrey Sinclair en la serie de ciencia ficción televisiva Babylon 5.
Michael O'Hare nació en Chicago, Illinois. Asistió a la Universidad de Harvard, donde se especializó en literatura inglesa, y estudió en la prestigiosa Escuela Juilliard de Drama junto a Sanford Meisner.

## Carrera
Michael O'Hare apareció en varias producciones teatrales en Broadway y en el área de Nueva York, incluyendo un resurgimiento aclamado de Man and Superman de Shaw con Philip Bosco y el papel del coronel Jessup en la versión teatral original de A Few Good Men (el papel interpretado por Jack Nicholson en la versión cinematográfica).
Fue el primer actor blanco nominado por la comunidad teatral afroamericano de Nueva York para el Premio AUDELCO al mejor actor por su interpretación en la obra "Shades of Brown", que examinaron los efectos del apartheid en Sudáfrica.
En 1992, fue elegido para el papel principal del Comandante Jeffrey Sinclair en la serie de televisión de ciencia ficción Babylon 5. O'Hare se quedó con la serie para una temporada completa, tanto él como el productor de la serie Joseph Michael Straczynski dijo que la decisión para que personaje salga de la serie fue mutua y amistosa. O'Hare luego volvió a interpretar el personaje en la segunda temporada, así como en una aparición especial de dos episodios de la tercera temporada, lo que permitió al programa completar el arco de personaje.
Él apareció en una serie de programas de televisión, incluyendo a Kate & Allie, The Equalizer, Tales from the Darkside, The Cosby Mysteries, y Law & Order.

## Muerte
El 28 de septiembre de 2012, Joseph Michael Straczynski publicó en su página de Facebook que O'Hare sufrió un ataque al corazón el 23 de septiembre y permaneció en coma hasta el 28, cuando murió.